# تپه دهات بالا
تپه دهات بالا مربوط به دوره اشکانیان است و در شهرستان ملایر، بخش مرکزی، دهستان کوه سرده، روستای پیر خداوردی واقع شده و این اثر در تاریخ ۷ اسفند ۱۳۸۶ با شمارهٔ ثبت ۲۱۶۷۰ به‌عنوان یکی از آثار ملی ایران به ثبت رسیده است.